# Espada de Stalingrado

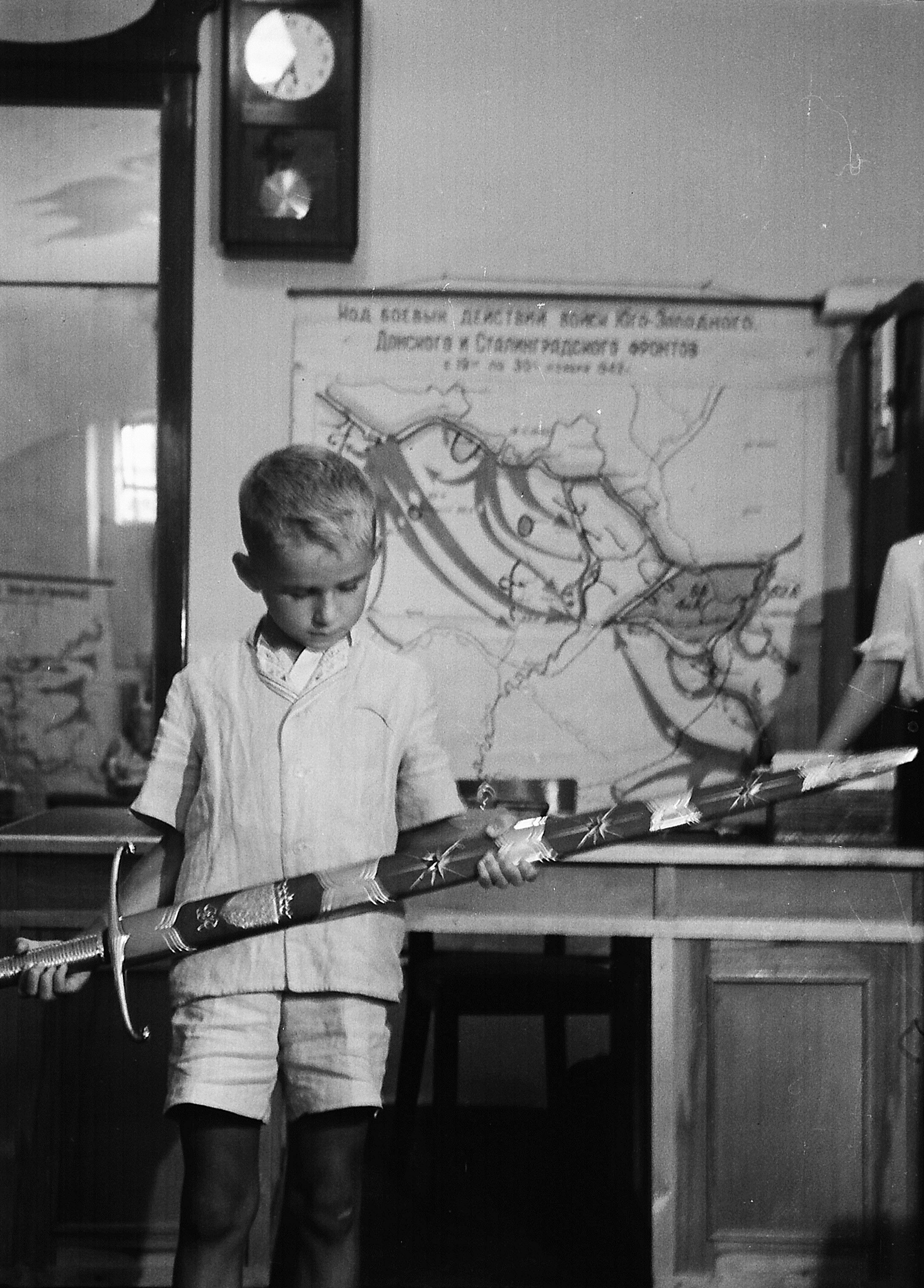
Um menino inspeciona a Espada de Stalingrado no Museu da Batalha de Stalingrado, 1953

A Espada de Stalingrado é uma espada longa cerimonial com joias especialmente forjada e inscrita pelo comando do Rei George VI do Reino Unido como um símbolo de homenagem do povo britânico aos defensores soviéticos da cidade durante a Batalha de Stalingrado. Em 29 de novembro de 1943, foi apresentado ao marechal Joseph Stalin pelo primeiro-ministro britânico Winston Churchill em uma cerimônia durante a Conferência de Teerã , na presença do presidente Franklin D. Roosevelt e uma guarda de honra.
A espada é uma espada longa de dois gumes e duas mãos , com aproximadamente um metro de comprimento e uma guarda cruzada de prata maciça . A inscrição gravada com ácido em russo e inglês diz:
ГРАЖДАНАМ СТАЛИНГРАДА • КРЕПКИМ КАК СТАЛЬ • ОТ КОРОЛЯ ГЕОРГА VI • В ЗНАК ГЛУБОКОГО ВОСХИЩЕНИЯ БРИТАНСКОГО НАРОДА
Aos cidadãos de Stalingrado • fortes como o aço • Do Rei George VI • Em simbolo de homenagem do povo britânico
A empunhadura é amarrada com fio de ouro de 18 quilates e tem um punho de cristal de rocha com uma rosa dourada da Inglaterra. Cada extremidade da guarda transversal de 10 polegadas (25 cm) é moldada à semelhança da cabeça de um leopardo e com acabamento em pacote dourado.
A lâmina de dois gumes de 36 polegadas (91 cm) é lenticular em seção transversal e forjada à mão no melhor aço Sheffield . A bainha era feita de pele de cordeiro persa tingida de carmesim, embora algumas fontes sugiram que era de couro marroquino. É decorado com as armas reais, a coroa e a cifra em prata dourada com cinco montagens de prata e três rubis montados em estrelas douradas.
Em sua época, foi celebrada como uma das últimas obras-primas do artesanato de espadas da era moderna.

### Fabricação
O projeto original foi de RMY Gleadowe , professor de belas artes da Universidade de Oxford , e aprovado pelo rei. Uma comissão de nove artesãos especialistas da Goldsmiths 'Hall supervisionou a execução das obras. O texto em russo foi aprovado por Sir Ellis Hovell Minns , um iconógrafo eslavo e presidente do Pembroke College, em Cambridge.
A Wilkinson Sword Company foi o fabricante, com os principais artesãos sendo os espadachins Tom Beasley e Sid Rouse, o calígrafo M. C. Oliver e o ourives Corp. Leslie G. Durbin da Royal Air Force . O aço para a lâmina veio de Sanderson Brothers e Newbould de Sheffield. O projeto levou cerca de três meses para ser concluído.
Tom Beasley, um dos artesãos da Espada Wilkinson, deixou sua cama de hospital para fazer esta espada. Após sua conclusão, ele voltou ao hospital. Tom morreu em 1950, como seu túmulo o cerca. Ele está enterrado no Cemitério de Acton, em Londres, e seu túmulo coberto de vegetação foi encontrado e restaurado.

### Apresentação

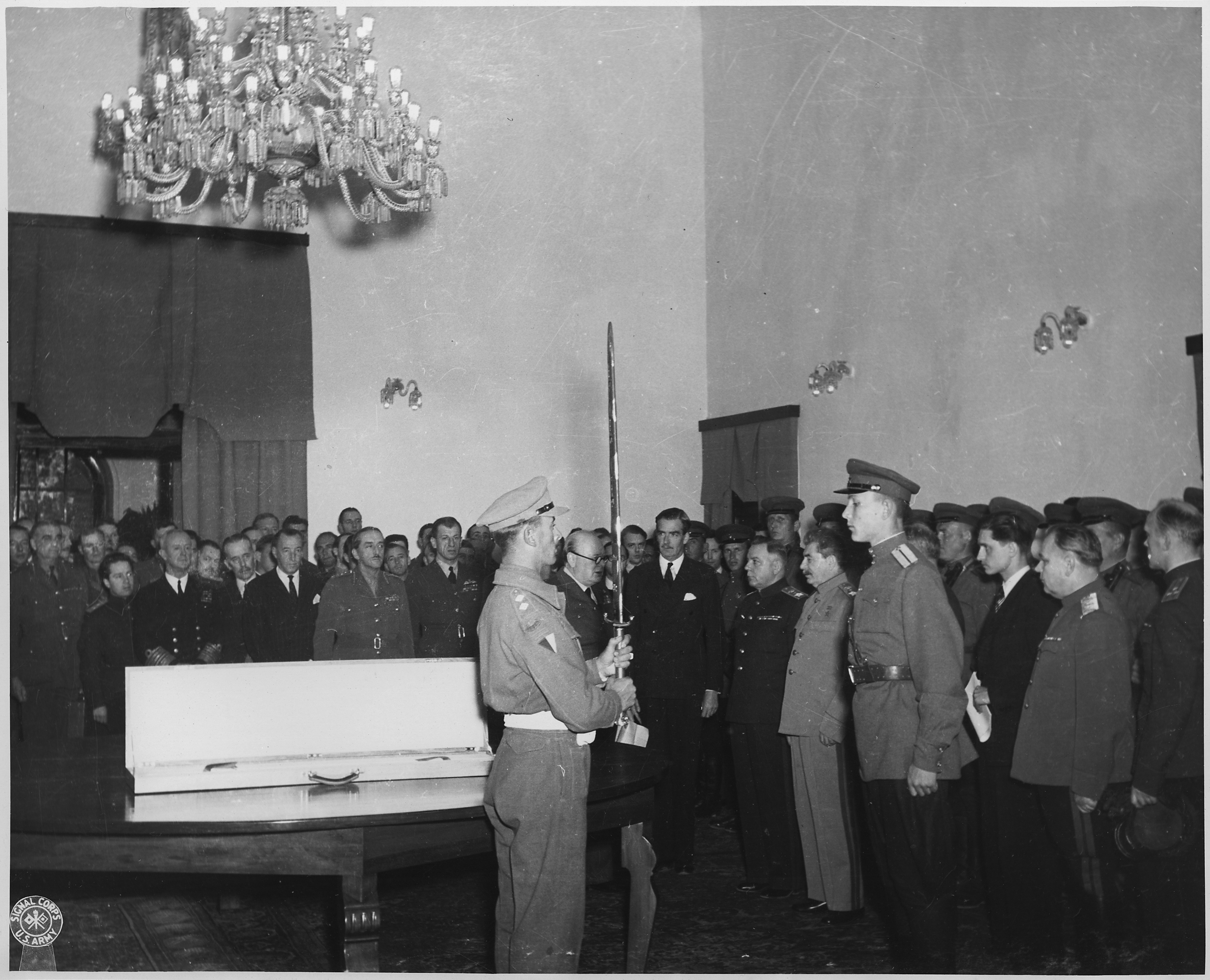
A apresentação da Espada de Stalingrado na Conferência de Teerã
A apresentação oficial foi feita enquanto os Três Grandes líderes do tempo de guerra se reuniam na embaixada soviética na Conferência de Teerã de novembro de 1943 , onde os planos finais para a Operação Overlord estavam sendo resolvidos.
Após um atraso de três horas, os diretores e suas delegações se reuniram na grande sala de conferências da embaixada com uma guarda de honra britânica e soviética alinhada em cada lado do corredor. Winston Churchill entrou vestindo seu uniforme azul de comodoro da Força Aérea Real , e uma banda militar soviética tocou " God Save the King " e " The Internationale ". Churchill pegou a espada de um tenente britânico e, voltando-se para Joseph Stalin , declarou: "Recebi a ordem de apresentar esta espada de honra como um símbolo de homenagem ao povo britânico". Stalin beijou a bainha e agradeceu discretamente aos britânicos. Ele então ofereceu a espada para inspeção ao Franklin Roosevelt sentado, que puxou a lâmina e segurou-a no alto, dizendo: "Verdadeiramente eles tinham corações de aço". (Em russo, o nome de Stalin se aproxima de "homem de aço").
A espada foi substituída em sua bainha por Churchill ou Stalin. No final da cerimônia, Stalin inesperadamente o entregou a um de seus camaradas mais antigos e leais, o marechal Kliment Voroshilov . Ele parecia ter sido pego de surpresa e pegou o caminho errado para que a espada escorregasse e caísse. Os observadores divergem sobre se ele atingiu seu pé, caiu no chão ou foi pego a tempo de ser devolvido à bainha com um movimento hábil.

### Na literatura
Os números espada eponymously em Evelyn Waugh 's Sword of Honor trilogia, em que Waugh contrasta a espada, símbolo para ele da traição da Europa Oriental para o ateu Stalin, com a espada de honra do antepassado cruzada do personagem central do trilogia, Guy Crouchback.

### Disposição
Antes de sua apresentação, a espada foi exibida em todo o Reino Unido como um ícone religioso, inclusive na Abadia de Westminster , que formou uma cena central na trilogia de guerra de Evelyn Waugh , Sword of Honor.
O original está exposto no Museu da Batalha de Stalingrado em Volgogrado. Durante a Guerra Fria, ele retornou à Grã-Bretanha para exposições temporárias em pelo menos três ocasiões. Wilkinson Sword fez três outras espadas ou logo depois e sua disposição atual é a seguinte:
```
[
12
]
   Museu Nacional de História Militar da África do Sul, Joanesburgo
   Mãos privadas ( proveniência apresentada ao Chefe da Missão dos EUA em Londres) [ carece de fontes? ]
```